# Leta mundus
Leta mundus (łac. Leta mundus/Exultans te laude laudet... – Radosnymi/pochwałami świat cię wielbi) – incipit polskiej sekwencji w języku łacińskim z XIII w. poświęconej św. Stanisławowi.
Pieśń przypisywana jest Wincentemu z Kielczy, aczkolwiek nie jest to autorstwo pewne. Sekwencja powstała prawdopodobnie po kanonizacji św. Stanisława w 1253. Utrzymana jest w podniosłym tonie pochwalnym. W początkowym fragmencie nawiązuje do znanej w Europie sekwencji na Boże Narodzenie: Letabundus/Exultet fidelis chorus/Alleluia (Niech cieszy się/radosny chór wiernych/Alleluja), która była często naśladowana nie tylko w Polsce. Leta mundus jest jedną z czterech zachowanych polskich sekwencji, powstałych w XIII w.